# Tiba
Tiba (szlovákul: Tibava) község Szlovákiában, a Kassai kerület Szobránci járásában.

## Fekvése
Szobránctól 2 km-re, keletre fekszik.

## Története
A régészeti leletek tanúsága szerint területén már a kőkorszakban éltek emberek. A bükki kultúra vonalas kerámiái, a tiszapolgári kultúra települése és temetője, a hallstatt kor hamvasztásos sírjai, a La Tène-kultúra településének maradványai éppúgy előkerültek itt, mint a római kor, a 6.–7. század szláv településének nyomai és a 10.–13. század kerámiái.
A régészeti leletek alapján Tiba a Felvidék egyik legősibb faluja, valószínűleg már a 11. század előtt is létezett. 1282-ben „terra Tiboa” néven egy birtokvita kapcsán említik először. Névadója az 1284-ben szereplő Tiba ungi várjobbágy lehetett, de szlovák történészek szerint a neve szláv eredetű. 1290-ben Jakab fiai András és Jakab vásárolják meg. Az oklevélben Tiba nem faluként, hanem birtokként szerepel. A mai Unglovasd falutól északkeletre emelkedő Starý Koňuš nevű magaslaton állt a Tiba lakóinak menedékül szolgáló erősség. Itt vezetett át a Nagymihályt Ungvárral összekötő út. A falu a 14. századtól Tiba várának uradalmához tartozik vásártartási joggal. Templomát és Márton nevű papját az 1332 és 1337 között kelt pápai tizedjegyzék már említi. A század közepén Tiba négy részből, Molnár-, Egyházas-, Alsó- és Nagytibából állt. Lakói főként földműveléssel és szőlőtermesztéssel foglalkoztak. A 16.–17. század fordulóján Tiba közepes nagyságú falu templommal, malommal, iskolával és kastéllyal. A templomhoz közel állt a 17. században épített kastély, mely a II. világháborúban súlyos károkat szenvedett, romjait a lakosság széthordta.
A 18. század végén, 1799-ben Vályi András így ír róla: „TIBA. Tót falu Ungvár Várm. földes Urai több Urak, lakosai katolikusok, fekszik Sobrántzhoz 1/2 mértföldnyire; határja jó.”
Fényes Elek 1851-ben kiadott geográfiai szótárában így ír a faluról: „Tiba, orosz-tót falu, ut. p. Szobránczhoz 1/2 órányira: Ungh vgyéb., 222 romai, 263 gör. kath., 5 evang., 8 ref., 69 zsidó lak., r. kath. paroch. templommal, csinos úri lakházakkal, vizimalommal, s részint róna, részint hegyes határral. F. u. Szathmári Király Pál, Szemere, Viczmándy, Pribék, sm.”
A trianoni diktátumig Ung vármegye Szobránci járásához tartozott, majd az újonnan létrehozott csehszlovák államhoz csatolták. 1938 és 1945 között ismét Magyarország része.

## Népessége
| Év:            | 1994. | 2004.   | 2014.   | 2024.   |
| -------------- | ----- | ------- | ------- | ------- |
| Emberek száma: | 523   | 529     | 555     | 534     |
| Eltérés:       |       | +1,14 % | +4,91 % | -3,78 % |

| Év:            | 2023. | 2024.   |
| -------------- | ----- | ------- |
| Emberek száma: | 539   | 534     |
| Eltérés:       |       | -0,92 % |

1910-ben 757-en, többségében szlovák anyanyelvűek lakták, jelentős német és magyar kisebbséggel.
2001-ben 565 lakosa volt.
2011-ben 542 lakosából 524 szlovák volt.

## Nevezetességei
- Római katolikus temploma a 14. században épült gótikus stílusban. Később reneszánsz, majd a 18. század első harmadában barokk stílusban alakították át. Végül 1906-ban bővítették.
- A faluban nagy hagyományai vannak a bortermesztésnek, pincészete országos hírű.